# アンデッドリタナーソウ
『アンデッドリタナーソウ』（あんでっどりたなーそう）は、漫画家『BIRTHday』が作画を担当して執筆した作品で「レモンピープル」（あまとりあ社発行）誌上1988年6月号～1990年1月号に連載された漫画作品である。

## 概要
BIRTHday初の単独名義単行本として発売された。成人向け漫画雑誌レモンピープルに掲載されていたが、直接的なアダルト表現は皆無に等しく純粋なファンタジー漫画となっている。初期のいくつかはまとまったページ数だったが、中盤以降からページ数が減って約200ページの単行本で18のSCENEからなる。出版社であるあまとりあ社（久保書店）公式サイトでは上記見出しの表現だが、単行本表紙では「UNDEAD RETURNER SOU」、「アンデッド・リタナー　ソウ」とも表記されている。

## サブタイトル
SCENE
1. ドワーフの帰還
2. 空の騎士
3. 文化の種
4. 黒い謎
5. THE商人
6. 反乱軍の動向
7. 老兵、ジャグリーン
8. 新しい仲間
9. 敵はジュレーン
10. 復活、ジャグリーン
11. 長考
12. サラマンダーの脅威
13. 人念塔
14. 閃光の英雄達
15. 異の感触
16. 対決、ジュレーン
17. 踊る少女
18. ドワーフの旅立ち

## 単行本
あまとりあ社発行。現在絶版となっている。
- アンデッドリタナーソウ（1990年05月、ISBN 4-7659-0263-3）